# La nariz de Cleopatra
La Nariz de Cleopatra es una película española dirigida por Richard Jordan.

## Sinopsis
El 6 de mayo de 1943, Franco visita Sevilla. Dentro de una taberna sevillana espera un joven guerrillero, Antonio Navarro. En su regazo yace un maletín cargado con una pistola, y, escondida de todo el mundo, su mano tiembla. En el mostrador, ante él, hay un vaso de vino, lleno hasta el borde. El dilema es evidente: si el joven no puede levantar el vaso sin derramarlo, puede olvidarse de levantar la pistola contra el Caudillo. ¿Es capaz de dominar su pavor y cambiar la historia de España?

## Palmarés cinematográfico

### Premios
| Premios                                                  | Categoría                        | Resultado |
| -------------------------------------------------------- | -------------------------------- | --------- |
| Festival Internacional de Cortometrajes Almería en Corto | Premio RTVA                      | Ganador   |
| Festival Internacional de Jóvenes Realizadores           | Premio RTVA                      | Ganador   |
| Festival Internacional de Amiens                         | Prix Cinecourts                  | Ganador   |
| Festival Internacional de Edimburgo                      | Mejor Cortometraje Europeo       | Ganador   |
| Premios del Cine Europeo                                 | Premio UIP al mejor cortometraje | Nominado  |

- Datos: Q5967508